# 英吉里岳桦
英吉里岳桦（学名：Betula ermanii var. yingkiliensis）为桦木科桦木属下的一个变种。